# Arthur Dahlke
Arthur Dahlke (* 28. Februar 1887 in Spandau; † 8. Dezember 1952 in Berlin) war ein deutscher Politiker der Unabhängigen Sozialdemokratischen Partei Deutschlands (USPD), der Sozialdemokratischen Partei Deutschlands (SPD) und der Sozialistischen Einheitspartei Deutschlands (SED). Er war 1920/21 Abgeordneter der Berliner Stadtverordnetenversammlung und nach dem Zweiten Weltkrieg in der Sowjetischen Besatzungszone Deutschlands verdeckter Informant des Ostbüros der SPD und floh aufgrund drohender Verhaftung 1947 nach West-Berlin.

## Leben
Dahlke, Sohn eines Schlossers, ging nach der Volksschule in einer Buchhandlung in Berlin in die Lehre als Schriftsetzer. 1906 ging er auf Wanderschaft durch mehrere Länder. Während des Ersten Weltkriegs wurde Dahlke dienstverpflichtet und arbeitete, bis er 1917 eingezogen wurde, in der Königlichen Gewehrfabrik Spandau. Nach dem Ende des Ersten Weltkriegs war Dahlke Mitglied des Arbeiterrats in Spandau und 1919 Abgeordneter der Stadtverordnetenversammlung von Spandau.
Noch 1919 wurde Dahlke Redakteur der USPD-Zeitung Freiheit und Angestellter der Berliner Ortsverwaltung des Deutschen Metallarbeiterverbands (DMV). 1920 und 1921 war Dahlke Abgeordneter der USPD-Fraktion in der Berliner Stadtverordnetenversammlung.
1920 wandte sich Dahlke wieder mehr der SPD zu und war bis 1929 Redakteur verschiedener SPD-Zeitungen in mehreren Städten. 1929 wurde er Mitarbeiter beim Arbeitsamt Berlin-Nordwest in Spandau. 1931 machte er sich mit einer Buchhandlung selbständig, die er bis zur Machtergreifung der Nationalsozialisten 1933 betrieb. Danach war Dahlke bis 1938 arbeitslos. 1938 wurde er zum Reichsarbeitsdienst verpflichtet und 1944 in die deutsche Wehrmacht eingezogen. Am Ende des Zweiten Weltkriegs geriet Dahlke in Belgien in britische Kriegsgefangenschaft, aus der er 1946 entlassen wurde.
Im Januar 1946 kehrte Dahlke nach Berlin zurück und wurde Mitglied der SPD und nach der Zwangsvereinigung von SPD und KPD zur SED im selben Jahr, deren Mitglied. Auf Vermittlung von Max Fechner war Dahlke ab April 1946 mit Anton Plenikowski paritätischer Leiter der Abteilung Landespolitik und Staatliche Verwaltung im Zentralsekretariat des SED-Parteivorstandes in Ost-Berlin.
Dahlke hatte seit Kriegsende Kontakte zur SPD in Westdeutschland und West-Berlin aufgebaut. Verdeckt war er als Informant für das Ostbüro der SPD tätig, welches Widerstand gegen die SED-Diktatur unterstützen sollte. Im November 1947 wurde Dahlke vor einer drohenden Verhaftung durch das Volkskommissariat für Innere Angelegenheiten der UdSSR (NKWD) gewarnt und floh nach West-Berlin. Von 1948 bis 1952 war er Angestellter beim Arbeitsamt Berlin-Wedding und bei der Deutschen Angestellten-Gewerkschaft, zuletzt beim Bergungs- und Versorgungsamt in West-Berlin.